# Triều Tiên Hiến Tông
Triều Tiên Hiến Tông (8 tháng 12, 1827 –25 tháng 7, 1849), cai trị từ năm 1834-1849, là vị vua thứ 24 của nhà Triều Tiên. Ông là con trai của Hiếu Minh Thế tử - con trai của Triều Tiên Thuần Tổ, mẹ đích của ông là Thuần Nguyên Vương hậu còn mẹ ruột là bà phi Thần Trinh Vương hậu. Sau khi Thuần Tổ qua đời, Hiến Tông lên kế vị được gần 15 năm thì mất, được truy thụy hiệu là: Trang Túc Thể Kiện Kế Cực Trung Chính Quang Đại Chí Thánh Quảng Đức Hoằng Vận Chương Hóa Kinh Văn Vĩ Võ Min Nhân Triết Hiếu Đại Vương (莊肅體健繼極中正光大至聖廣德弘運章化經文緯武明仁哲孝大王).

## Gia đình
- Cha: Hiếu Minh Thế tử Lý Thái (문조 이영; 文祖 李旲; 1809–1830). Truy phong Dực Tông Đại vương (익종대왕; 翼宗大王; ).
- Mẹ: Thần Trinh Vương hậu họ Triệu (신정익황후 조씨; 神貞翼皇后 趙氏; 1808–1890), thuộc dòng họ Triệu ở Phong Nhưỡng, con gái của Triệu Vạn Vĩnh (조만영; 1776–1846) và Đức An phủ phu nhân họ Tống (덕안부부인 송씨; 1808/1809 - 1890) ở Ân Tân.
- Hậu cung:

1. Hiếu Hiển Vương hậu Kim thị (孝顯王后金氏, 1828-1843), người An Đông (安東), con gái Vĩnh Hưng Phủ viện quân Kim Tổ Căn (永興府院君金祖根) và Hàn Thành Phủ phu nhân Hàn Sơn Lý thị (韓城府夫人韓山李氏). Thời Triều Tiên Thuần Tông được cải thụy hiệu thành Hiếu Hiển Thành Hoàng hậu (孝顯成皇后).
2. Hiếu Định Vương hậu Hồng thị (孝定王后洪氏, 1831-1903), người Nam Dương (南陽), con gái Ích Phong Phủ viện quân Hồng Tại Long (益豐府院君洪在龍) và Diên Xương Phủ phu nhân Trúc Sơn An thị (延昌府夫人竹山安氏). Sau khi Hiến Tông qua đời, bà được tôn phong làm Minh Hiến Đại phi (明憲王大妃) dưới thời Triều Tiên Triết Tông và Vương đại phi dưới thời Triều Tiên Cao Tông. Năm 1894, nhà Triều Tiên tuyên bố độc lập, bà được cải tôn thành Vương thái hậu, là vị Vương thái hậu duy nhất trong lịch sử của vương triều Triều Tiên. Sau khi Triều Tiên Cao Tông xưng Đế, là Hoàng đế của Đại Hàn Đế quốc, bà lại được cải tôn thành Hoàng thái hậu, xưng là Minh Hiến Thái hậu (明憲太后). Thời Triều Tiên Thuần Tông được cải thụy hiệu thành Hiếu Định Thành Hoàng hậu (孝定成皇后).
3. Khánh tần Kim thị (慶嬪金氏, 1832-1907) , quê quán Quang Sơn (光山), là con gái của Kim Tại Thanh (金在清) và Bình Sơn Thân thị (平山申氏). Được sắc phong làm Khánh tần (慶嬪) vào năm Hiến Tông thứ 13 triều, cung hiệu là Thuận Hoà cung (順和宮). Bà mất vào năm Cao Tông thứ 44.
4. Thục Nghi Kim thị (淑儀金氏, 1813-1895), quê quán Kim Hải (金海), là con gái của Kim Hạc Thanh (金鶴聲). Bà xuất thân từ cung nhân. Vào tháng 5 năm Cao Tông thứ 43 (1906), bà được truy phong làm Thục nghi (淑儀).

- Vương nữ

1. Ông chúa (翁主), không rõ tên thật và năm sinh năm mất, là con gái của Thục Nghi Kim thị. Không có phối ngẫu. Mất sớm, không được phong tước hiệu. An táng tại Cao Dương, Lật Mộc Động.